# Ataque aéreo na escola Al-Buraq
O bombardeio da escola Al-Buraq foi um ataque aéreo israelita realizado em 9 de novembro de 2023 contra a escola Al-Buraq localizada na rua Lababidi, no bairro Al-Nasr, ao norte da cidade de Gaza. O edifício é usado pela Agência das Nações Unidas para os Refugiados (UNRWA) como abrigo. Pelo menos 50 pessoas morreram no ataque, com muitos feridos relatados.

## Evento
Um míssil israelense caiu sobre a escola Al-Buraq pela manhã, enquanto milhares de pessoas estavam abrigadas no local no momento do ataque..

## Vítimas
O ataque causou a morte de pelo menos 50 pessoas e vários feridos. Entre os mortos também estavam crianças. O Ministério da Saúde palestino disse que dezenas de outras pessoas ficaram feridas.